# ОШ „Боса Милићевић” Нови Жедник
ОШ „Боса Милићевић” у Новом Жеднику, насељеном месту на територији града Суботице, државна је образовна установа. Школа носи име по Босиљки Боси Милићевић (1917 — 1940), студенту економије и члану Комунистичке Партије Југославије.